# Because of Winn-Dixie
Because of Winn-Dixie (bra: Meu Melhor Amigo; prt: Por Causa de Winn-Dixie) é um filme estadunidense de 2005, do gênero comédia dramática, dirigido por Wayne Wang para a 20th Century Fox, com roteiro baseado no romance homônimo de Kate DiCamillo.

## Sinopse
Abandonada pela mãe quando era bebê, Opal (Annasophia Robb) adota um cachorro abandonado num supermercado. A amizade e o companheirismo entre os dois cresce e acaba ajudando Opal a se reaproximar do pai (Jeff Daniels), pastor protestante da pequena cidade fictícia onde vivem.

## Elenco
| Ator             | Personagem          |
| ---------------- | ------------------- |
| AnnaSophia Robb  | India "Opal" Buloni |
| Jeff Daniels     | Pastor              |
| Lyco e Scott     | Winn-Dixie          |
| Cicely Tyson     | Gloria Dump         |
| Dave Matthews    | Otis                |
| Eva Marie Saint  | Srta. Franny Block  |
| B. J. Hopper     | Sr. Alfred          |
| Courtney Jines   | Amanda Wilkinson    |
| Nick Price       | Dunlap Dewberry     |
| Luke Benward     | Stevie Dewberry     |
| Elle Fanning     | Sweetie Pie Thomas  |
| Harland Williams | Policial            |
| John McConnell   | Gerente da Loja     |

## Recepção
O filme recebeu comentários variados de críticos. O Rotten Tomatoes dá ao filme uma pontuação de 54% com base em 119 avaliações, com uma classificação média de 5.8/10. O consenso do site foi: "Uma adaptação à moda antiga, se bem que branda, do romance de Kate DiCamillo". No Metacritic, o filme detém uma pontuação de 54% com base em 27 comentários, indicando "revisões mistas ou média".